# 1992 год в Азербайджане

## Январь
- 10 января — Создан Международный банк Азербайджана
- 14 января — Создан Олимпийский комитет Азербайджана [1]
- 17 января — Нардаран объявлен историко-культурным заповедником[2]
- 25—26 января — Операция «Дашалты»[3]
- 28 января — Катастрофа Ми-8 близ Шуши
- 30 января — Азербайджан вступил в ОБСЕ [4]

## Февраль
- 11 февраля — Основан Центральный банк Азербайджана
- 25—26 февраля
  - Захват Ходжалы
  - Ходжалинская резня

## Март
- 2 марта — Вступление в ООН
- 3 марта — Катастрофа Ми-26 близ села Сейдляр
- 6 марта
  - Отставка Аяза Муталибова
  - Назначение Ягуба Мамедова исполняющим обязанности президента
- 12 марта — Создан Государственный комитет обороны Азербайджана[5]
- 17 марта — Назначение Рагима Газиева министром обороны

## Апрель
- 7 апреля — Учреждена авиакомпания Азербайджанские авиалинии
- 30 апреля — Основан Бакинский евразийский университет

## Май
- 7 мая — Тегеранское коммюнике
- 8—9 мая — Штурм Шуши. Оккупация Шуши
- 14 мая
  - Отставка Ягуба Мамедова
  - Восстановление Аяза Муталибова в должности президента
  - Введение в Баку чрезвычайного положения и комендантского часа
- 18 мая
  - Отставка Аяза Муталибова
  - Назначение Исы Гамбара исполняющим обязанности президента
  - Оккупация Лачына
- 22 мая — Создан Bank Respublika
- 23 мая — Создана Полицейская академия Азербайджана[6]
- 27 мая — Принят государственный гимн Азербайджана
- 28 мая — Открыт мост Умид, частично прекративший блокаду Нахичевани

## Июнь
- 3 июня — Вступление в ЮНЕСКО
- 7 июня — Президентские выборы
- 10 июня — Вступление в ОБСЕ
- 12 июня—2 сентября — Летнее наступление азербайджанских войск (1992)
- 12 июня — Создан TuranBank[азерб.][7]
- 13 июня — Катастрофа Су-25 (1992)[азерб.]
- 15 июня — Создана Национальная академия авиации Азербайджана
- 17 июня — Абульфаз Эльчибей вступил в должность президента

## Июль
- 23 июля — Создан Лянкяранский государственный университет

## Август
- 6 августа — Катастрофа Ми-24 (1992)[азерб.]
- 15 августа — Введён в обращение азербайджанский манат

## Сентябрь
- 13 сентября — Создана Государственная нефтяная компания Азербайджана
- 18 сентября — Вступление в Международный валютный фонд[8]
- 25 сентября — Присоединение к ЕБРР[9]
- 30 сентября — Упразднены Пенсионный фонд Азербайджана и Фонд социального страхования Азербайджана. Вместо них создан Государственный фонд социальной защиты Азербайджана[10]

## Октябрь
- 1—19 октября — Битва за Лачин. Оккупация Лачина
- 9 октября — Вступление в ICAO[11]
- 11 октября — Катастрофа Ми-2(1992)[азерб.]
- 24 октября — Конгрессом США принята 907 поправка
- 27 октября — Принят закон о праздниках, согласно которому Новруз, Курбан-байрам и Рамазан байрам объявлены государственными праздниками[12]
- 29—31 октября — Участие в первом саммите Организации тюркских государств (Анкара)

## Ноябрь
- 16 ноября — Создан Zaminbank
- 21 ноября — Создана партия «Новый Азербайджан»
- 23 ноября — Создан GünayBank
- 28 ноября — Азербайджан вступил в Организацию экономического сотрудничества[13]

## Декабрь
- 15 декабря — Создан Bank Respublika[14]
- 17 декабря — Создан NBCBank[азерб.]
- Создан Atrabank[азерб.]

## Без точных дат
- Вступление в Организацию исламского сотрудничества [15]
- Шушинский государственный музыкально-драматический театр перенесён в Баку
- Создана Aztelekom[азерб.]
- Создан AGBank[азерб.]
- Создан Muganbank[азерб.]
- Создан Бакинский муниципальный театр[азерб.]
- Создана Бакинская высшая педагогическая семинария для девушек

## В спорте
- 17 сентября — Первая игра Сборной Азербайджана по футболу
- Создана Ассоциация футбольных федераций Азербайджана
- Создана Федерация баскетбола Азербайджана
- Создана Федерация шахмат Азербайджана
- Создана Азербайджанская футбольная Премьер-лига
- Первый Чемпионат Азербайджана по футболу
- Основан футбольный клуб «Памбыгчы»
- Основан футбольный клуб «Туран»
- Основан футбольный клуб «Ниджат»

## Умерли
- 13 января — Кямал Керимов[азерб.], оперный певец
- 28 января — Али Сойбат Сумбатзаде, историк
- 8 февраля — Ашраф Аббасов, композитор
- 14 марта — Теймур Эльчин[азерб.], поэт
- 22 марта — Гафар Хагги[азерб.], актёр
- 25 марта — Джахангир Джахангиров, композитор
- 16 мая — Ариф Нариманбеков[азерб.], кинооператор, режиссёр
- 24 июня — Джавад Мирджавадов, художник
- 27 июля
  - Сурая Каджар, оперная певица
  - Наджиба Меликова, актриса
- 6 августа — Дадаш Казимов[азерб.], актёр
- 12 августа — Шахмар Алекперов, актёр
- 14 сентября
  - Гусейн Ариф, поэт
  - Али Хагвердиев[азерб.], оперный певец
- 19 сентября — Аида Имангулиева, востоковед
- 4 октября — Кязим-заде, Кязим, художник
- 7 октября — Микаэль Усейнов, архитектор
- 30 октября — Тофиг Муталлибов[азерб.], поэт
- 16 декабря — Фируза Бадирбейли[азерб.], актриса
- Намиг Абдуллаев, писатель[16]